# Pistör
En pistör eller skidpatrull är en person vars uppgift är att sköta säkerheten i skidbackarna, sätta upp madrasser och nät, ta hand om skadade i backen och spränga laviner. Många pistörer är även fjällräddare.